# Rumer Glenn Willis
Pour les articles homonymes, voir Willis.
Rumer Glenn Willis est une actrice et chanteuse américaine, née le 16 août 1988 à Paducah (Kentucky).
Elle est la fille aînée de Demi Moore et Bruce Willis.

## Biographie

### Origines et formation
Rumer Willis est née à Paducah, dans le Kentucky, aux États-Unis, pendant que son père tournait In Country. Elle a été nommée en l'honneur de l'auteur Rumer Godden. Sa mère, l'actrice Demi Moore, engagea un cadreur pour filmer sa naissance. Elle a deux jeunes sœurs, Scout Larue (née en 1991) et Tallulah Belle (née en 1994), ainsi que deux demi-sœurs nées de l'union de Bruce Willis avec la mannequin Emma Heming, Mabel Ray Willis (née en 2012) et Evelyn Penn Willis (née en 2014).
Elle grandit à Hailey, dans l'Idaho, et est acceptée à l'Interlochen Arts Academy dans le Michigan. En janvier 2004, à l'âge de 15 ans, elle est admise à la Wilwood Secondary School (l'équivalent d'un collège-lycée) de Los Angeles (Californie). Ensuite, elle est brièvement étudiante à l'université de Californie du Sud.  

### Carrière
En 1995, Rumer fit ses débuts avec sa mère dans Souvenirs d'un été (Now and Then). L'année suivante, elle apparut dans Striptease. Elle a travaillé deux fois avec son père, dans Mon voisin le tueur en 2000 et Otage en 2005.
En 2008, Willis devint l'une des porte-paroles de la marque Ocean Pacific. La même année, elle joue dans le film Super blonde. Son dernier rôle le plus connu est dans Inside. Elle s'est jointe au casting de Wild Cherry. Elle a joué dans certaines séries télévisées le temps d'un épisode, comme Miss Guided, American Wives, Les Experts : Manhattan, et Médium. Elle a également joué Gia dans la saison 2 de 90210 Beverly Hills : Nouvelle Génération. Elle apparaîtra dans la saison 4 de Pretty Little Liars sous le nom de Zoe.
En 2015, elle participe et remporte la 20e saison de Dancing with the Stars avec comme partenaire Valentin Chmerkovskiy (en).
En 2017, elle rejoint le casting de la série Empire lors des saisons 3 et 4 dans le rôle de Tory Ash, une chanteuse.
En 2019, elle est candidate de l'émission The Masked Singer dans le costume du lion. 

### Vie privée
Entre 2008 et 2010, elle a été en couple avec l'acteur Micah Alberti connu pour avoir joué dans la série Wildfire. Elle devient maman d’une petite fille, Lou, le 18 avril 2023.

## Filmographie

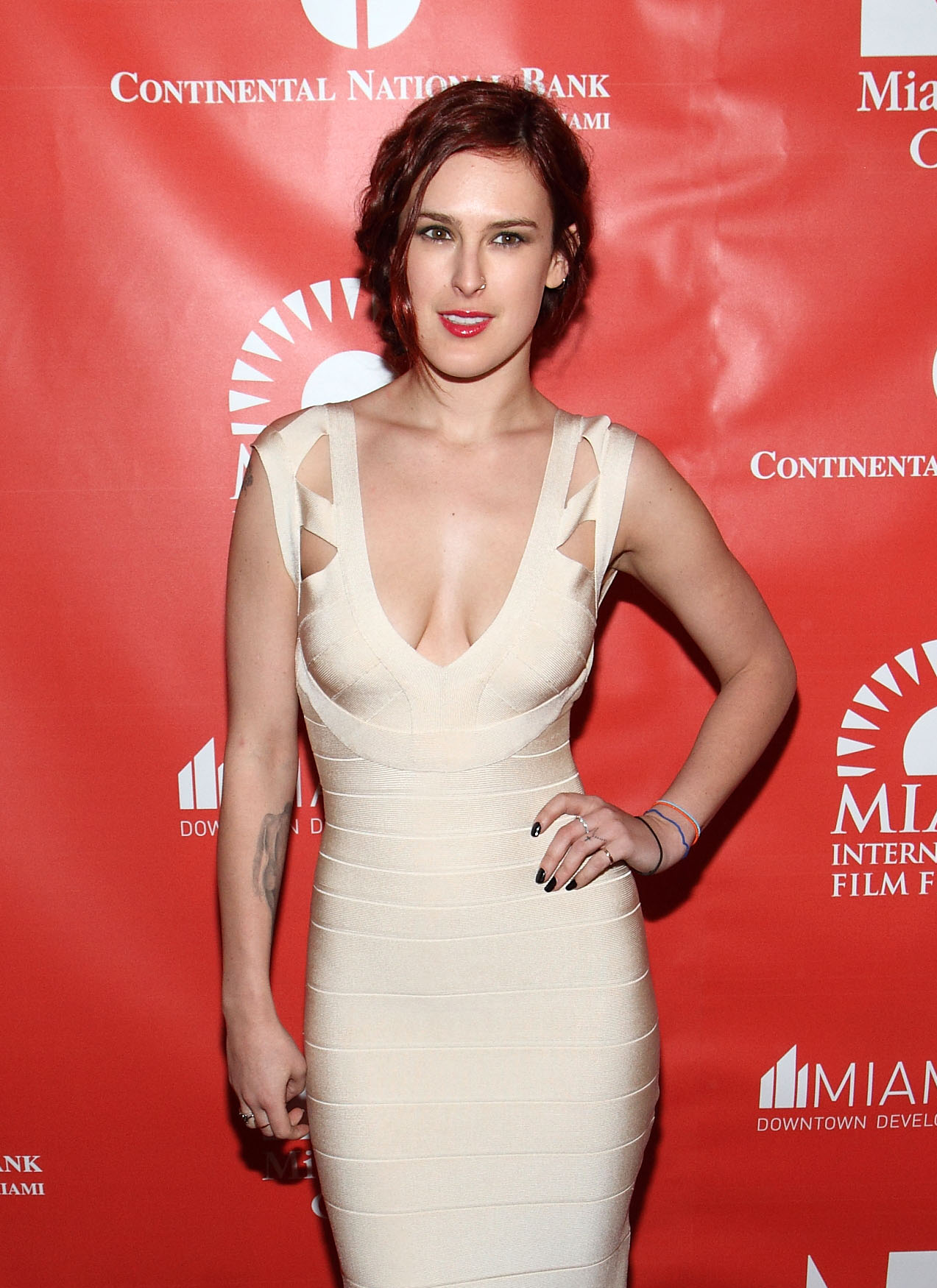
Rumer Willis en 2012.

### Cinéma
- 1995 : Souvenirs d'un été : Angela Albertson
- 1996 : Striptease : Angela Grant
- 2000 : Mon voisin le tueur : la fille courant entre Jimmy et Oz
- 2005 : Otage : Amanda Talley
- 2008 : Inside : Natalie
- 2008 : Super blonde : Joanne
- 2008 : Streak : Drea
- 2008 : Whore : la fille qui fume
- 2009 : Wild Cherry : Katelyn Chase
- 2009 : Sœurs de sang : Ellie Morris
- 2012 : Six Letter Word : Zoe
- 2012 : The Diary of Preston Plummer : Kate Cather
- 2013 : The Ganzfeld Experiment : Lucky
- 2013 : The Odd Way Home : Maya
- 2014 : Return to Sender
- 2014 : Retour à Woodstock : Emily
- 2015 : The Escort : Dana
- 2017 : Hello Again : Emily
- 2018 : Les Sentinelles du Pacifique (Air Strike) de Xiao Feng : Julia
- 2019 : Once Upon a Time in Hollywood de Quentin Tarantino : Joanna Pettet

### Télévision
- 2008 : Miss Guided : Shawna (invitée saison 1)
- 2008 : American Wives : Renee Talbott (invitée saison 2)
- 2008 : Les Experts : Manhattan : Mackendra Taylor (invitée saison 5)
- 2009 : Médium : Bethany Simmons (invitée saison 5)
- 2009 : La Vie secrète d'une ado ordinaire : Heather (invitée saison 2)
- 2009-2010 : 90210 Beverly Hills : Nouvelle Génération : Gia Mannetti (récurrente saison 2)
- 2012 : Workaholics : Lisa (invitée saison 3)
- 2012-2013 : Hawaii Five-0 : Sabrina Lane (2 épisodes)
- 2013 : Pretty Little Liars : Zoe (invitée saison 4)
- 2015 : Dancing with the Stars : elle-même, gagnante (saison 20)
- 2016 : Femmes au bord du gouffre (Téléfilm) : Susan Waterman
- 2017-2018 : Empire : Tory Ash (principale saison 4, récurrente saison 3 - 22 épisodes)
- 2019 : The Masked Singer : elle-même, lion
- 2020 : 9-1-1 : Georgia (saison 3, épisode 18)

## Discographie
Singles
- 2017 : Simple Song (avec Jussie Smollett)
- 2017 : Feels So Good (avec Jussie Smollett)
- 2017 : Play the World
- 2017 : Crazy Crazy 4 U

## Distinctions

### Récompenses
- 2009 : ShoWest Convention de la star féminine de demain partagée avec Briana Evigan, Leah Pipes, Jamie Chung, Audrina Patridge et Margo Harshman.
- 66e cérémonie des Golden Globes 2009 : Lauréate du Trophée Miss Golden Globe.

### Nominations
- 12e cérémonie des Teen Choice Awards 2010 : Meilleure actrice dans un thriller d'horreur pour Sœurs de sang (2009).